# 5de Oscaruitreiking
De 5de Oscaruitreiking, waarbij prijzen werden uitgereikt aan de beste prestaties in films uitgebracht tussen 1 augustus 1931 en 31 juli 1932, vond plaats op 18 november 1932 in het Ambassador Hotel in Los Angeles. De ceremonie werd gepresenteerd door Conrad Nagel.
De grote winnaar van de avond was Bad Girl, met in totaal drie nominaties en twee Oscars.

## Winnaars en genomineerden

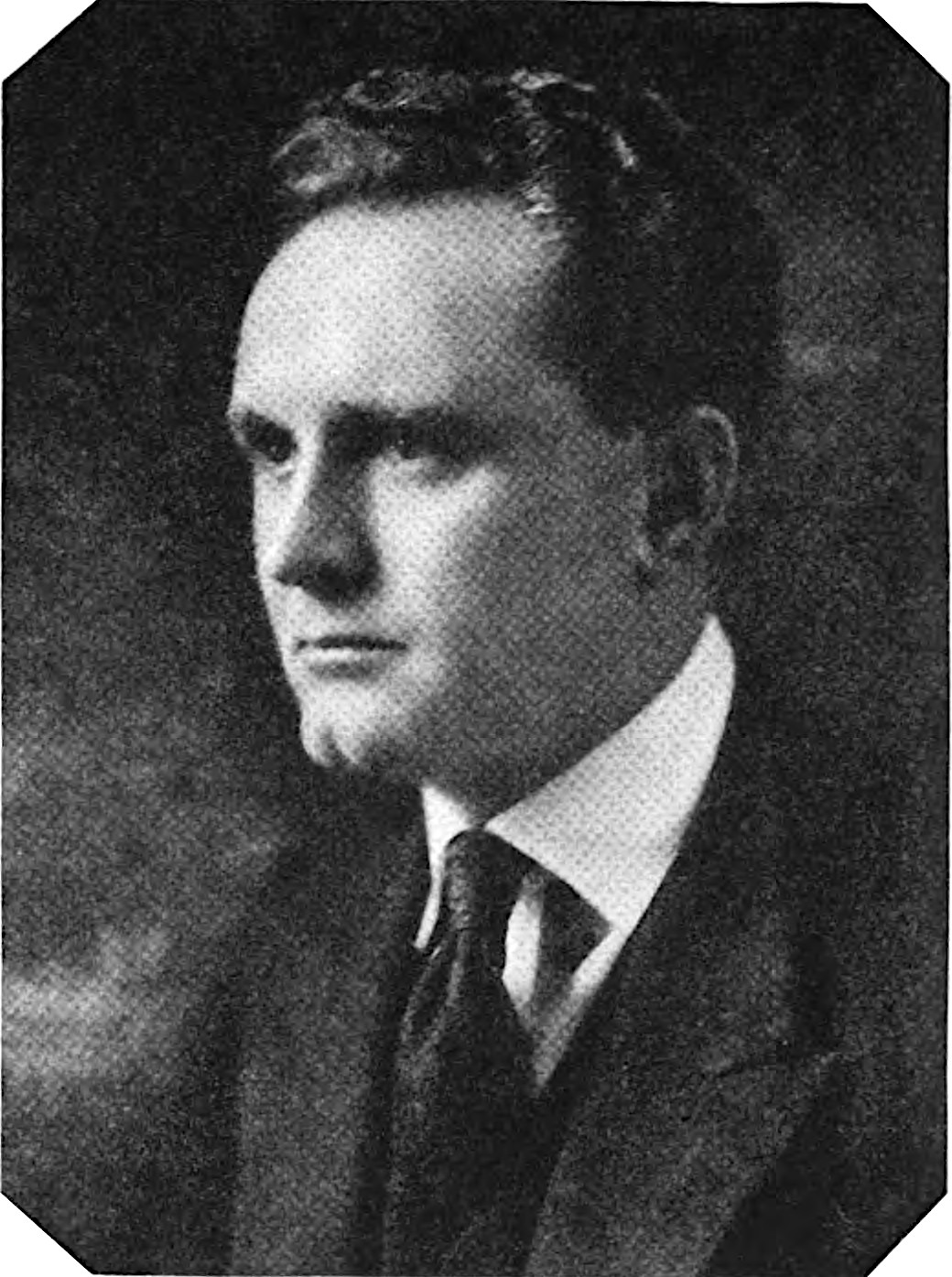
Frank Borzage, beste regisseur

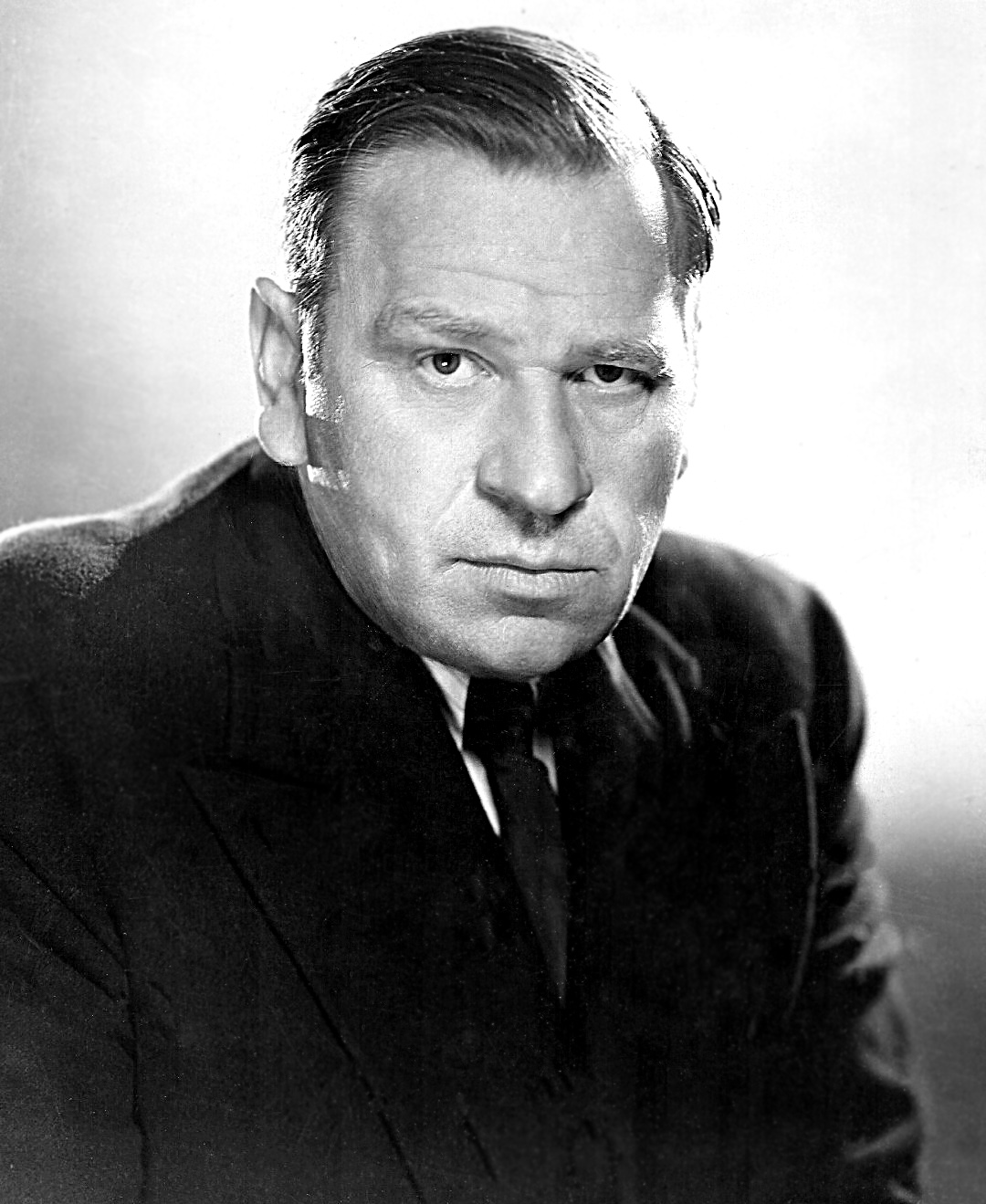
Wallace Beery, beste acteur

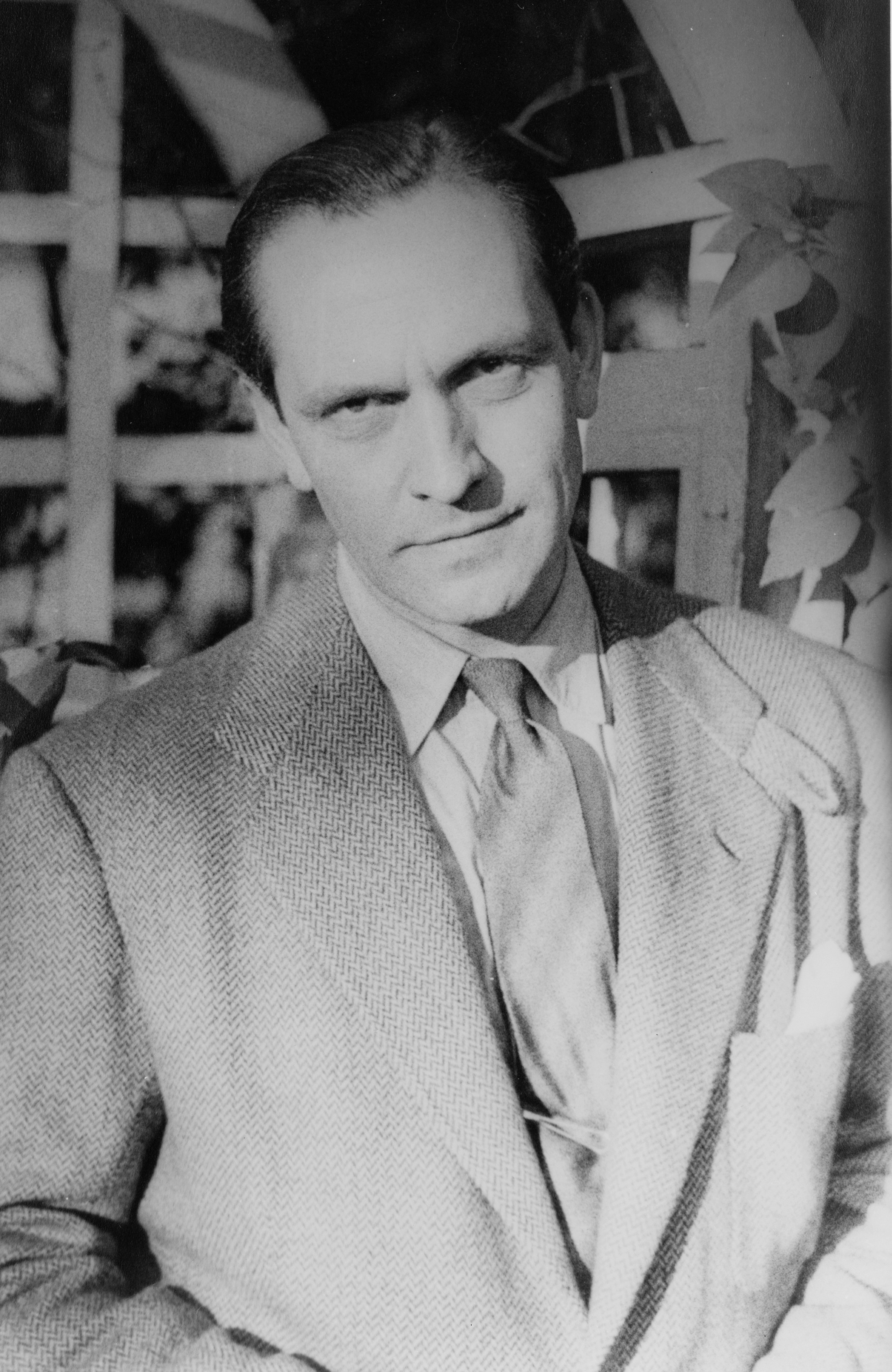
Fredric March, beste acteur

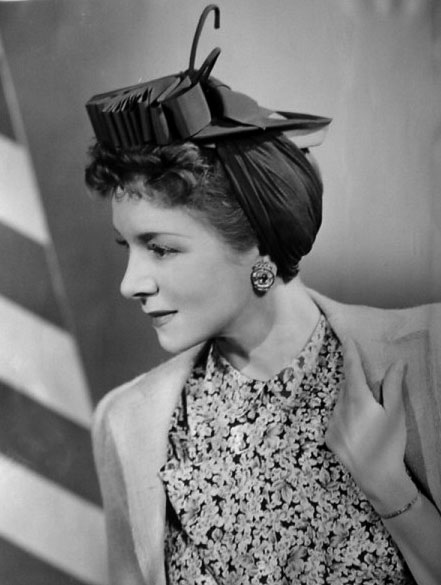
Helen Hayes, beste actrice

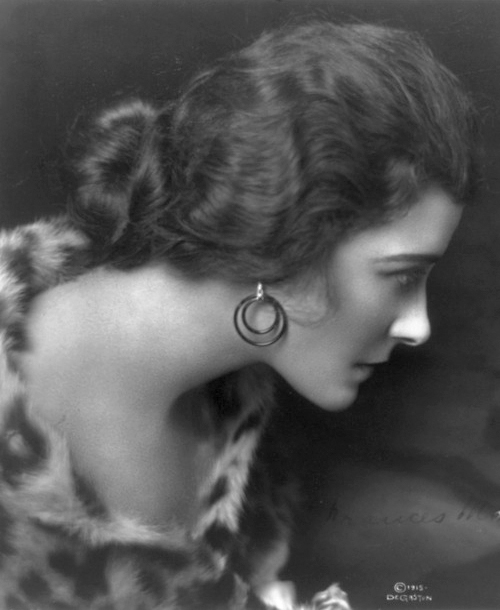
Frances Marion, beste bewerkte scenario

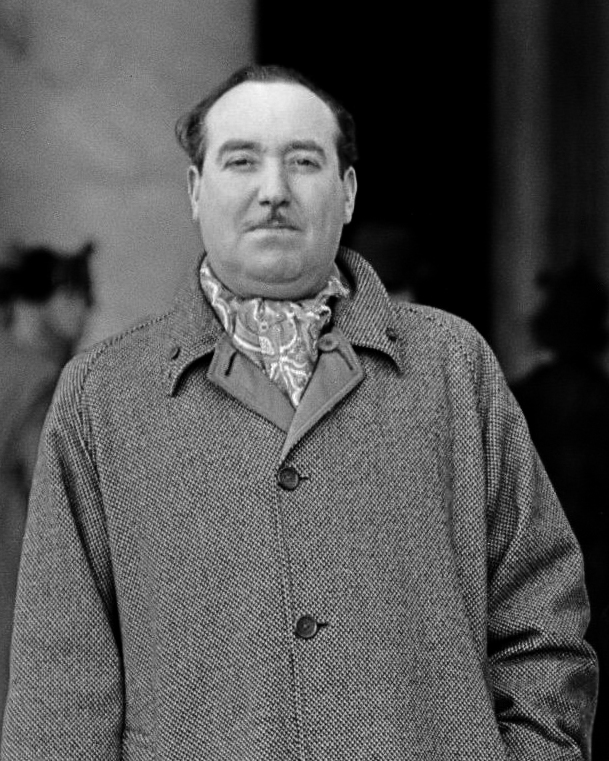
Lee Garmes, beste camerawerk

De winnaars staan bovenaan in vet lettertype.

#### Beste film
- Grand Hotel - Metro-Goldwyn-Mayer
  - Arrowsmith - Samuel Goldwyn Productions
  - Bad Girl - Fox
  - The Champ - Metro-Goldwyn-Mayer
  - Five Star Final - First National
  - One Hour with You - Paramount Publix
  - Shanghai Express - Paramount Publix
  - The Smiling Lieutenant - Paramount Publix

#### Beste regisseur
- Frank Borzage - Bad Girl
  - King Vidor - The Champ
  - Josef von Sternberg - Shanghai Express

#### Beste acteur
- Wallace Beery - The Champ
- Fredric March - Dr. Jekyll and Mr. Hyde
  - Alfred Lunt - The Guardsman

#### Beste actrice
- Helen Hayes - The Sin of Madelon Claudet
  - Marie Dressler - Emma
  - Lynn Fontanne - The Guardsman

#### Beste bewerkte scenario
- Bad Girl - Edwin Burke
  - Arrowsmith - Sidney Howard
  - Dr. Jekyll and Mr. Hyde - Percy Heath en Samuel Hoffenstein

#### Beste verhaal
- The Champ - Frances Marion
  - Lady and Gent - Grover Jones en William Slavens McNutt
  - The Star Witness - Lucien Hubbard
  - What Price Hollywood? - Adela Rogers St. Johns en Jane Murfin

#### Beste camerawerk
- Shanghai Express - Lee Garmes
  - Arrowsmith - Ray June
  - Dr. Jekyll and Mr. Hyde - Karl Struss

#### Beste artdirection
- Transatlantic - Gordon Wiles
  - À Nous la Liberté - Lazare Meerson
  - Arrowsmith - Richard Day

#### Beste geluid
- Paramount Publix Studio Sound Department
  - Metro-Goldwyn-Mayer Studio Sound Department
  - RKO Radio Studio Sound Department
  - Warner Bros.-First National Studio Sound Department

#### Beste korte film

##### Komedie
- The Music Box - Hal Roach
  - The Loud Mouth - Mack Sennett
  - Scratch-As-Catch-Can - RKO Radio

##### Vernieuwend
- Wrestling Swordfish - Mack Sennett
  - Screen Souvenirs - Paramount Publix
  - Swing High - Metro-Goldwyn-Mayer

#### Beste korte animatiefilm
- Flowers and Trees - Walt Disney
  - It's Got Me Again! - Leon Schlesinger
  - Mickey's Orphans - Walt Disney

#### Speciale award
- Walt Disney, voor de creatie van Mickey Mouse.[2]

## Films met meerdere nominaties
De volgende films ontvingen meerdere nominaties:
| Nominaties | Film                    | Awards |
| ---------- | ----------------------- | ------ |
| 4          | Arrowsmith              |        |
| 4          | The Champ               | 2      |
| 3          | Bad Girl                | 2      |
| 3          | Shanghai Express        | 1      |
| 3          | Dr. Jekyll and Mr. Hyde | 1      |
| 2          | The Guardsman           |        |